# Allerum
Allerum (på dansk Alrum; etymologi, trænavnet al/el + rum , der findes også et Alrum i Jylland), er en landsby og sogn ca. syv km nord for Helsingborg i Skåne.
Allerum/Alrum sogn udgør historisk den sydligste del af Kullen (Kullebygden) , og er i dag vokset sammen med Helsingborg by, hvor Hitterup (Hittarp)  og Larød, i Alrum sogn, nu er hvor de rigeste i Helsingborg og det nordvestligste Skåne, bor.